# Saint-Julien-de-Cassagnas
Saint-Julien-de-Cassagnas ist eine südfranzösische Gemeinde in der Region Okzitanien (vor 2016 Languedoc-Roussillon). Sie gehört zum Département Gard, zum Arrondissement Alès und zum Kanton Rousson. Sie grenzt im Westen und im Nordwesten an Les Mages, im Nordosten an Potelières, im Südosten an Allègre-les-Fumades und im Süden an Rousson.

## Geschichte
Das Dorf wurde im zwölften Jahrhundert in einem Lehensdokument der Herren von Schloss Allègre (The Fumades) an die Stadt Saint Julien de Cassagnas erwähnt.
Während der Französischen Revolution trug die Gemeinde den Namen Cassagnas.

### Bevölkerungsentwicklung
| Jahr      | 1962 | 1968 | 1975 | 1982 | 1990 | 1999 | 2008 | 2017 |
| --------- | ---- | ---- | ---- | ---- | ---- | ---- | ---- | ---- |
| Einwohner | 371  | 365  | 373  | 374  | 503  | 518  | 616  | 698  |

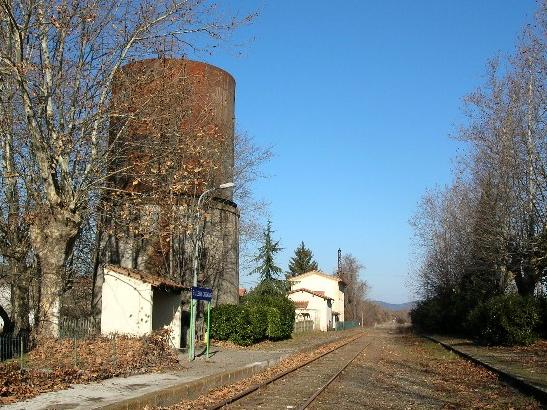
Ehemaliger Bahnhof
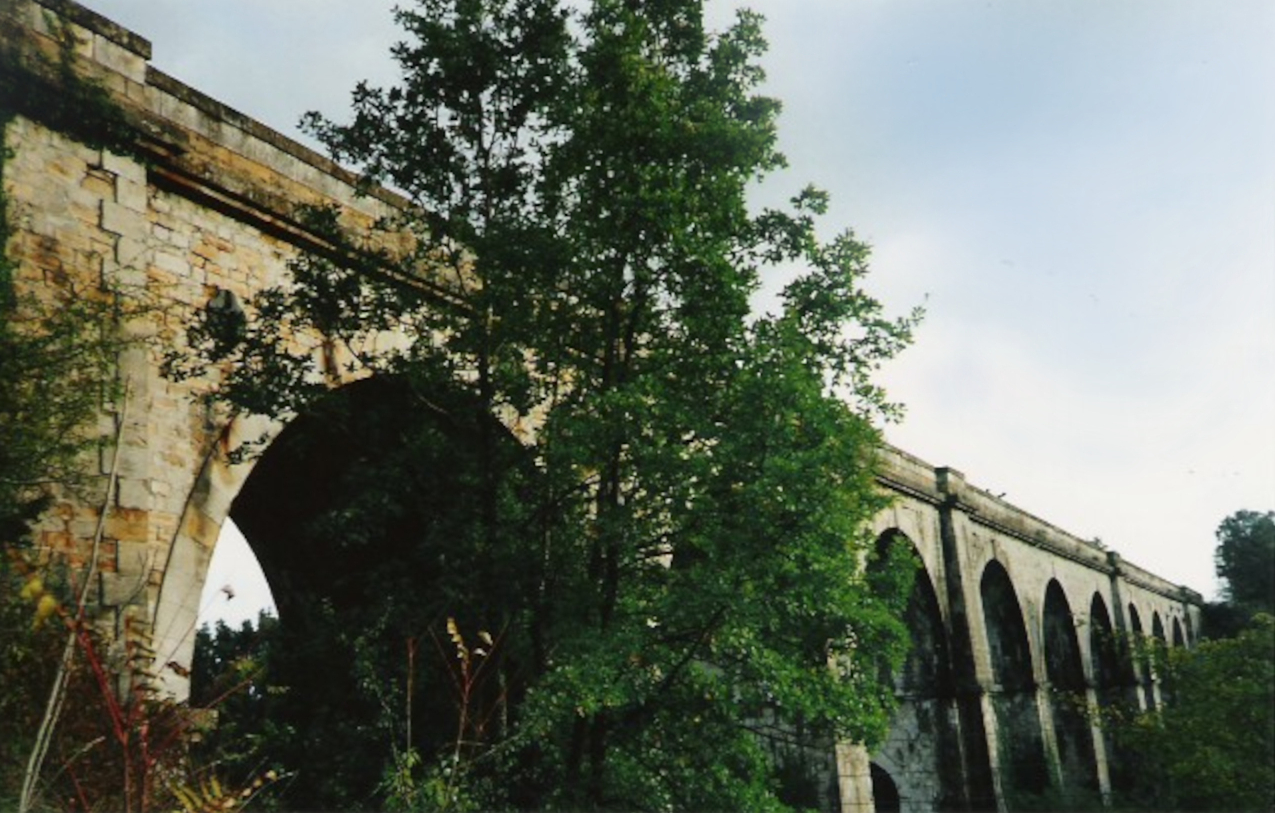
Eisenbahnviadukt